# Flasta kyrkoruin

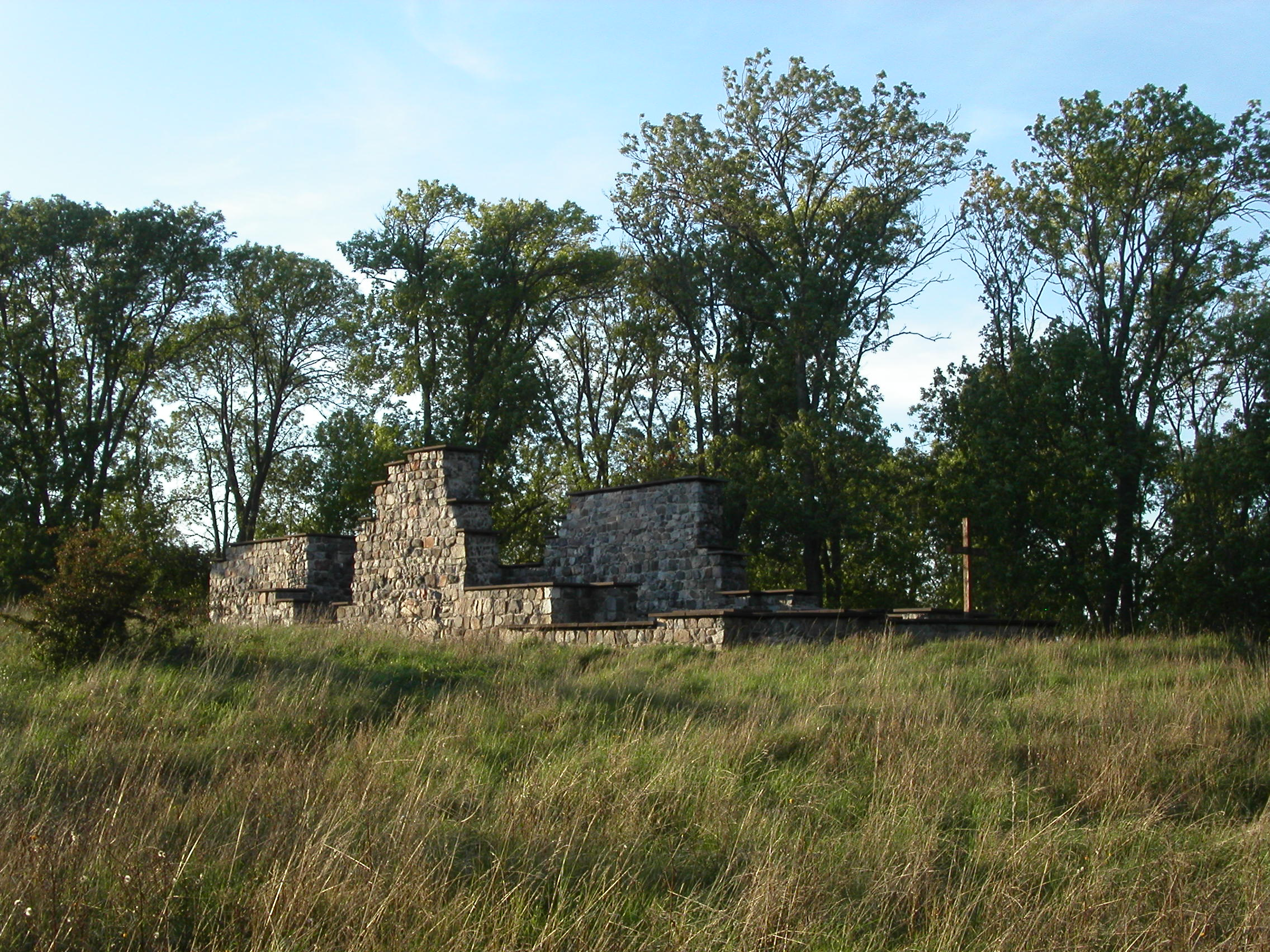
Flasta kyrkoruin 2006.

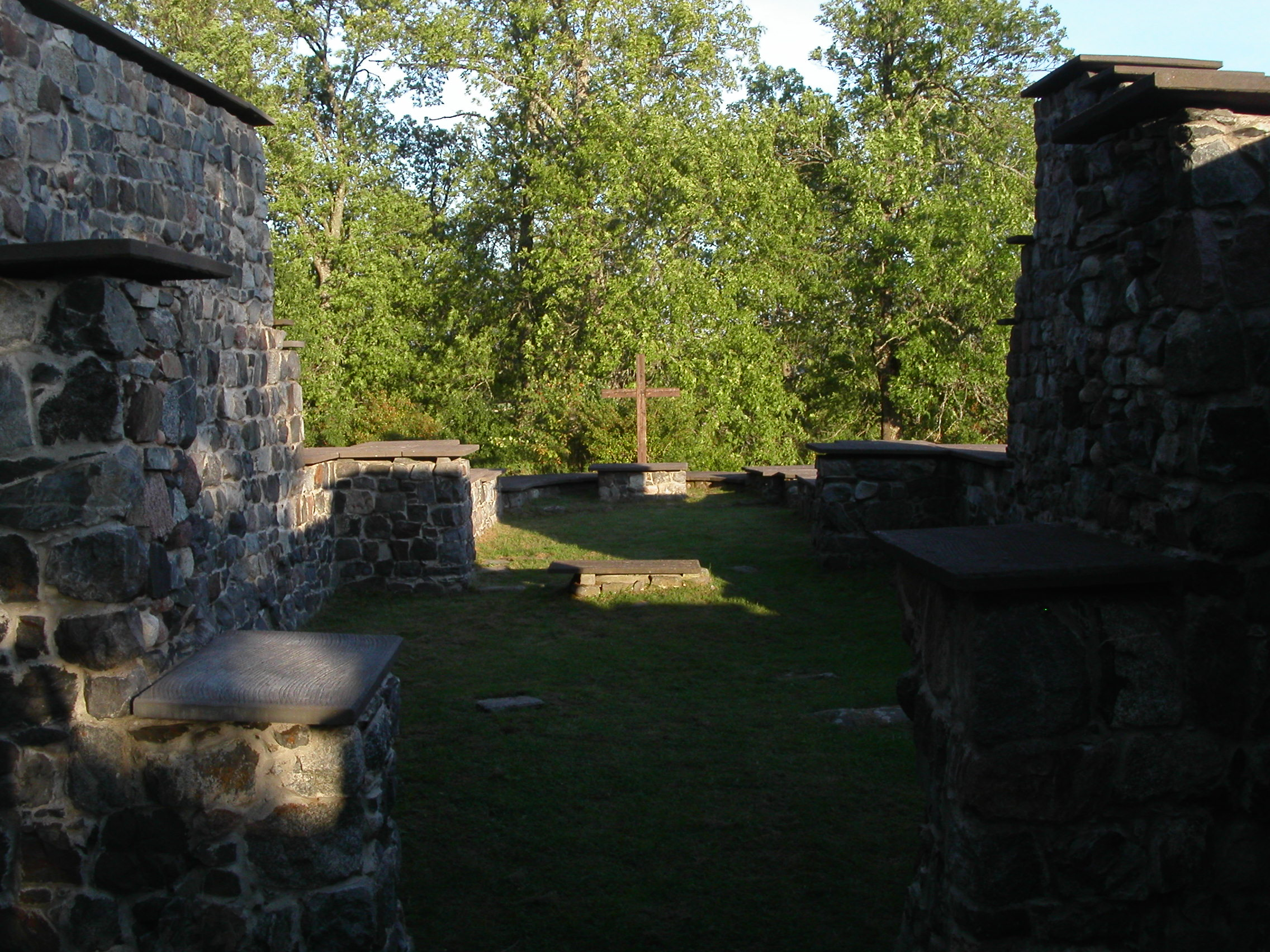
Flasta kyrkoruin 2006.

Flasta kyrkoruin, även kallad "Flasta mur", avser de kvarlämnade gråstensmurarna efter Flastas gamla kyrka, uppförd i romansk stil under 1100-talets första hälft. Ruinen är belägen väster om Värdshuset och nära Skoklosters slott, omkring en kilometer nordväst om Skoklosters kyrka i Skoklosters socken i Håbo härad i Uppland.
Kyrkan var typiskt uppbyggd av långhus och ett smalare kor med en halvrund absid; ett torn fanns i väster. Vid korets södra sida fanns en utbyggnad vars användning är okänd. Möjligen kan den ha varit gravkapell åt en stormannaätt. Utanför kyrkan ligger den forna, nu ödelagda kyrkogården.
Under 1230-talet kom cisterciensernunnor från Byarums kloster i Småland hit till Uppland och troligen anlades deras första bostäder här i närheten av Flasta gamla sockenkyrka, som sannolikt blev deras allra första klosterkyrka.
Under 1240-talet började man bygga Skoklosters kyrka med tillhörande klosteranläggning vid Skohalvöns östra strand och 1288 invigdes den nya kyrkans altare. Några år senare brann Flasta gamla kyrka och dess regelbundna användning upphörde.

## Utgrävningar
Arkeologiska utgrävningar inom ruinens område företogs år 2006 och av de fynd som tillvaratogs finns bland annat ett fragment av en cuppa som tillhört en medeltida dopfunt. Fragmentet har orneringar utförda i relief och i bildmotivet ingår, förutom slingrande växtrankor, delar av en hjort och ett lejon. Andra fynd som kom i dagen var två ovala spännbucklor och en halsring som påträffades i en kvinnograv. Därtill påträffades ett ovanligt remändebeslag med emaljdetaljer som låg inom ruinens murar.